# Montesquieu-Guittaut
Montesquieu-Guittaut is een gemeente in het Franse departement Haute-Garonne (regio Occitanie) en telt 123 inwoners (1999). De plaats maakt deel uit van het arrondissement Saint-Gaudens.

## Geografie
De oppervlakte van Montesquieu-Guittaut bedraagt 9,8 km², de bevolkingsdichtheid is 12,6 inwoners per km².
De onderstaande kaart toont de ligging van Montesquieu-Guittaut met de belangrijkste infrastructuur en aangrenzende gemeenten.

## Demografie
Onderstaande figuur toont het verloop van het inwonertal (bron: INSEE-tellingen).